# Pirene
|  | Per a altres significats, vegeu «Pirene (nàiade)». |

Pirene (en grec Πυρήνη, en llatí Pyrene) va ser, en la mitologia grecoromana, una jove filla del rei Bèbrix, que regnava a l'època d'Hèracles sobre les poblacions de la regió de Narbona. Pirene és l'epònim que dona nom a serralada dels Pirineus i, arran d'això, fou també incorporada a la mitologia catalana per Jacint Verdaguer, qui reprèn el mite al seu poema èpic l'Atlàntida. No obstant això, es tracta d'un cas més d'un procediment força freqüent entre els antics, que explicaven molts de topònims inventant mites que en justificaven el nom per mitjà d'un heroi epònim; així, probablement el nom de Pirene és més antic com a topònim que com a nom de personatge mitològic.

## A la mitologia grecoromana
Pirene era filla del rei Bèbrix, que regnava entorn de les terres de l'actual Narbona. Hèrcules, quan anava a buscar els bous de Geríon, el monstre de tres caps, va travessar aquell país. A la cort de Bèbrix, Hèrcules es va embriagar i va forçar Pirene, que va portar al món una serp. Pirene, espantada, va fugir a la muntanya (els Pirineus, que per força encara no rebien aquest nom), on va ser devorada per les bèsties salvatges. Hèrcules, en tornar de l'expedició, va trobar el cos mort de la noia, i li va tributar honors fúnebres. Com a record, l'heroi va donar el nom de Pirineus a les muntanyes veïnes.
Aquest mite apareix documentat per primera vegada en una data força recent, atès que el coneixem gràcies a Sili Itàlic. Això porta a pensar que es tracta d'un mite força modern i que no és de creació popular, ans és mitologia erudita. En qualsevol cas, el terme Πυρήνη és documentat força abans com a topònim, referit als Pirineus o una part, que no pas com a personatge mitològic. És per això que hom pensa que el mite hauria nascut per justificar el nom de la muntanya, de la mateixa manera que, amb el mateix mite, hom justificava el nom dels bèbrices, antic poble que vivia al vessant mediterrani dels Pirineus.

### Com a topònim
El nom propi Πυρήνη ('Pirene') apareix entre els escriptors antics ja a Heròdot, que atribueix a una població dels celtes de l'Europa occidental situada entre les muntanyes. Si bé Heròdot hi atribueix el naixement de l'Istre, cal recordar que, per l'historiador, els Pirineus i els Alps formaven una sola cadena muntanyosa, i que l'Istre naixia força més a ponent que no ho fa en realitat. Així doncs, durant els períodes clàssic i hel·lenístic, Pirene era el nom que rebia una ciutat dels Pirineus orientals, però també les muntanyes que l'envoltaven, els Pirineus: Aristòtil ja afirma que designava una muntanya. Hi ha hagut força assajos d'identificar aquesta exòtica població, i cal no descartar que es tracti d'una ciutat mítica en la qual convergissin relats de viatgers de més d'una ciutat. En qualsevol cas, a partir del segle vi aC els grecs ja s'havien establert a la zona i ja la coneixien, atès que ja eren fundades les colònies focees de Massàlia, Àgate i Empúries, però cal pensar que pels grecs de Grècia es tractava de regions molt remotes, exòtiques i poc conegudes; això afavoriria els relats poc clars i contradictoris pel que fa a la realitat de Pirene, fos una ciutat o no.
En fi, Πυρήνη s'estengué entre els grecs com a nom dels Pirineus, sobretot amb la variant (τὰ) Πυρηναῖα ὄρη '(les) muntanyes pirinees' o, simplement, (τὰ) Πυρηναῖα '(els) Pirineus'; els romans prengueren aquest nom dels grecs, i l'adaptaren amb la forma Pyrenæa, que ha passat a la major part de llengües del món. A les llengües de l'òrbita del castellà (asturià, basc, aragonès i català) el mot ha patit una assimilació vocàlica a la primera e, que ha esdevingut i. El mot es fa servir, usualment, tant en plural com en singular.

## A la mitologia catalana
Verdaguer va recollir aquest mite i el va incloure dins el seu poema l'Atlàntida. A la versió de Verdaguer, Pirene és la filla del rei Túbal. La llegenda explica que Pirene fugia de Geríon, el monstre de tres caps, pel Pirineu, i aquest, per tal que no es pogués escapar, va incendiar les muntanyes per deixar-la isolada.
Hèracles, que passava per allà, sentí uns gemecs, i entre les flames trobà Pirene greument ferida, que abans de morir li explicà que Geríon prengué el tron al seu pare, Túbal, rei d'Ibèria, motiu pel qual ella hagué de fugir i amagar-se en aquells boscos. Aleshores, Geríon, temorós que Pirene tornés un dia a reclamar el tron, va calar foc a les muntanyes i es retirà a Gades. A continuació, Pirene cedí els seus dominis a Hèracles i morí en els seus braços. Hèracles va cobrir el cos de Pirene amb moltes pedres grandioses, fins que es formà un massís de roca que començava al Cantàbric i acabava a la Mediterrània, on va llençar les pedres restants, cosa que va donar lloc al cap de Creus.
Després, Hèracles s'embarcà cap a Montjuïc, on va prometre que fundaria una ciutat i perseguiria Geríon.